# Луковчак
Луковчак је насељено место у саставу општине Ђурманец у Крапинско-загорској жупанији, Хрватска. До територијалне реорганизације у Хрватској налазио се у саставу старе општине Крапина.

## Становништво
На попису становништва 2011. године, Луковчак је имао 228 становника.

## Попис1991.
На попису становништва 1991. године, насељено место Луковчак је имало 225 становника, следећег националног састава:
| Попис 1991.‍ | Попис 1991.‍ | Попис 1991.‍ | Попис 1991.‍ | Попис 1991.‍ |
| ----------- | ----------- | ----------- | ----------- | ----------- |
|             |             |             |             |             |
| Хрвати      | Хрвати      |             | 220         | 97,77%      |
| Словенци    | Словенци    |             | 4           | 1,77%       |
| Муслимани   | Муслимани   |             | 1           | 0,44%       |
| укупно: 225 |             |             |             |             |